# Teodoro Ríos Balaguer
Teodoro Ríos Balaguer (Zaragoza, 13 de abril de 1887-Zaragoza, 20 de febrero de 1969) fue un arquitecto ecléctico y racionalista español, activo en Zaragoza.

## Biografía
Nacido en Zaragoza de padres originarios de Benabarre, estudió en el Colegio Politécnico de Zaragoza. Se licenció en Arquitectura en Madrid el 31 de enero de 1913.
Regresó a Zaragoza, donde en pronto realizó su primer trabajo ampliando el Colegio de El Salvador en el paseo de Sagasta. Solo seis años después, en 1919, fue nombrado arquitecto provincial y dos años después, en 1921, fue nombrado arquitecto del templo del Pilar.
Con los años se convirtió en el arquitecto y restaurador más importante de Aragón durante la primera mitad del siglo XX. En 1958, junto con su hijo Teodoro Ríos Usón, fue el primer receptor del Trofeo Ricardo Magdalena por la restauración de la Casa del Deán.

## Obra
Uno de los trabajos por los que Teodoro Ríos Balaguer es más conocido es la consolidación de El Pilar en las décadas de 1920 hasta 1940 y el embellecimiento de la fachada en la década de 1950. Los trabajos comenzaron en 1923 con

[el] apuntalamiento de los cuatro arcos que cargan sobre el pilar del Evangelio, que lo proyectamos por medio de pilas metálicas; para cada caso perfectamente trianguladas tanto en la parte comprendida en el arco como en la inferior á fin de que no pueda producirse deformación alguna aún en el caso de que hubiera necesidad de demoler completamente el pilar por estar su fábrica aplastada.
Teodoro Ríos Balaguer, 20 de mayo de 1923

Lo que da a entender el mal estado del templo a principios de la década de 1920. Entre los trabajos realizados por Ríos Balaguer están el traslado de la ubicación del coro.
Las viviendas realizadas por Ríos Balaguer se pueden dividir en tres etapas:
- De 1913 a 1917, durante sus primeros años de actividad, realizó pisos de nueva planta en zonas de crecimiento de la ciudad.
- A partir de 1917 dio un tinte clasicista a las viviendas, de las que sería un ejemplo la casa de casa de Tomás Castellano, en la calle Joaquín Costa N.º 13.
- En la década de 1930 comenzó a dar un aire racionalista a las viviendas de pisos, aunque mantuvo su estilo más clásico en encargos particulares.

### Obra en Zaragoza
- 1913, ampliación y reforma del Colegio de El Salvador en el paseo de Sagasta N.º 1. Ubicación: 41°38′47″N 0°53′07″O / 41.646522804918845, -0.8853238757353807.
- 1914, Salón Doré, paseo de la Independencia N.º 14. Ubicación: 41°39′03″N 0°52′58″O / 41.65076206433775, -0.8827243665515108.
- 1915, edificio en calle del Coso N.º 97. Ubicación: 41°39′03″N 0°52′36″O / 41.65083917997427, -0.8767086249897762.
- 1917, edificio en calle Don Jaime N.º 14. Ubicación: 41°39′09″N 0°52′45″O / 41.65263028151708, -0.8790559603273036.
- 1920, casa de Tomás Castellano, calle Joaquín Costa N.º 13.[5] Ubicación: 41°38′56″N 0°52′49″O / 41.648833258800025, -0.880212655013649.
- 1924, taller de Francisco Sorribas, calle Monreal s/n.
- 1925, edificio en Paseo de Sagasta N.º 30. Ubicación: 41°38′39″N 0°53′11″O / 41.644039872026305, -0.8862617933423043.
- 1929, garaje de Santiago Baselga, paseo de la Mina, s/n.
- 1929, vivienda en Paseo de Sagasta N.º 26 triplicado. Ubicación: 41°38′40″N 0°53′10″O / 41.6445623543256, -0.8861344380593443.
- 1930, proyecto de consolidación de la Basílica del Pilar.[3] Ubicación: 41°39′24″N 0°52′43″O / 41.65666308317432, -0.8786268255174013.
- 1930, nuevo edificio-sede del Heraldo de Aragón, paseo de la Independencia N.º 29. Ubicación: 41°38′59″N 0°52′59″O / 41.649784431489024, -0.8829647313506541.
- 1933, maternidad e inclusa provincial, paseo María Agustín N.º 38. Ubicación: 41°39′12″N 0°53′32″O / 41.65319766439876, -0.8922295098844514.
- 1933, edificio de viviendas en la calle Joaquín Costa N.º 7.[4] Ubicación: 41°38′56″N 0°52′52″O / 41.64884951131938, -0.8811011538448337.
- 1934, edificio de viviendas en la calle del Conde de Aranda N.º 79.[4] Ubicación: 41°39′20″N 0°53′27″O / 41.65558609951674, -0.8908246874334507.
- 1934, edificio de viviendas en la calle de Felipe Sanclemente N.º 23.[4] Ubicación: 41°38′58″N 0°52′49″O / 41.64933698394914, -0.8802474653831398.
- 1934, edificio de viviendas en la calle del Conde de Aranda N.º 35.[4] Ubicación: 41°39′18″N 0°53′16″O / 41.654897128410774, -0.8877423662790983.
- 1934, edificio de viviendas en el paseo de María Agustín N.º 1.[4] Ubicación: 41°38′59″N 0°53′17″O / 41.6496726355389, -0.8880918677528619.
- 1935, Laboratorios Verkos, calle Gil de Jasa N.º 16. Ubicación: 41°38′38″N 0°53′12″O / 41.64389304947946, -0.8867991716677367.
- 1935-1938, edificios de viviendas en la calle de Hernán Cortés N.os 2, 4, 16, 18, 20.[4] Ubicación: 41°38′54″N 0°53′24″O / 41.64830430914823, -0.8900322058717096.
- 1936, reforma edificio-sede Mutua de Accidentes de Zaragoza, calle Sancho y Gil N.º 4. Ubicación: 41°38′59″N 0°52′42″O / 41.6498378652544, -0.8782658864223158.
- 1938, edificio de viviendas en la calle Madre Sacramento N.º 46.[4] Ubicación: 41°39′01″N 0°53′33″O / 41.65034147729821, -0.892626776242034.
- 1939, estudio de los hermanos Albareda, calle Allúe Salvador N.º 9. Ubicación: 41°38′56″N 0°52′38″O / 41.64898687056689, -0.8773462902814654.
- 1939, nuevo edificio de Caja de Ahorros y Monte de Piedad de Zaragoza, calle Conde de Aranda N.º 101. Ubicación: 41°39′21″N 0°53′31″O / 41.65574828268839, -0.8919161379814425.
- 1940, edificio-sede del Banco Aragonés de Crédito, calle del Coso N.º 59.[6] Ubicación: 41°39′06″N 0°52′45″O / 41.65172988614233, -0.8791288785782909.
- 1945, nuevo edificio-sede de Caja de Ahorros y Monte de Piedad de Zaragoza, «Edificio Elíseos», paseo de Sagasta N.º 2-4, esquina calle Gran Vía N.º 1-3.[7] Ubicación: 41°38′48″N 0°53′09″O / 41.64666977696909, -0.8858915390415324.
- 1945, Cinema Elíseos, paseo de Sagasta N.º 4. Ubicación: 41°38′47″N 0°53′09″O / 41.64641621028693, -0.885840407232641.
- 1946, edificio en calle San Andrés N.º 1. Ubicación: 41°39′09″N 0°52′44″O / 41.652424210821586, -0.878773842488107.
- 1946-1952, renovación de la fachada de la Diputación Provincial, en la plaza de España.[8] Ubicación: 41°39′08″N 0°52′54″O / 41.65224140144308, -0.8815866247621571.
- 1946-1952, edificio-sede de la Estación de Biología Experimental de Cogullada.[2] Ubicación: 41°43′28″N 0°48′42″O / 41.72454265116905, -0.811792410934812.
- 1947, Colegio San Vicente Paúl, calle San Vicente de Paúl N.º 31.[9] Ubicación: 41°39′13″N 0°52′30″O / 41.65356465896651, -0.8749428462635706.
- 1948, Colegio de las Madres Escolapias, calle Teniente Coronel Valenzuela N.º 2. Ubicación: 41°39′10″N 0°53′00″O / 41.65272828751131, -0.8832349473784581.
- 1952, edificio en calle del Coso N.º 25. Ubicación: 41°39′11″N 0°52′54″O / 41.652934760420706, -0.8816418769319951.
- 1957, recuperación de la Casa del Deán. Ubicación: 41°39′16″N 0°52′30″O / 41.654307941521495, -0.8750151850927672.
- 1958, edificio-sede Compañía Eléctricas Reunidas de Zaragoza, «Palacio de la Luz», calle de San Miguel N.º 10. Ubicación: 41°39′03″N 0°52′50″O / 41.65091226439434, -0.8805395624363586.

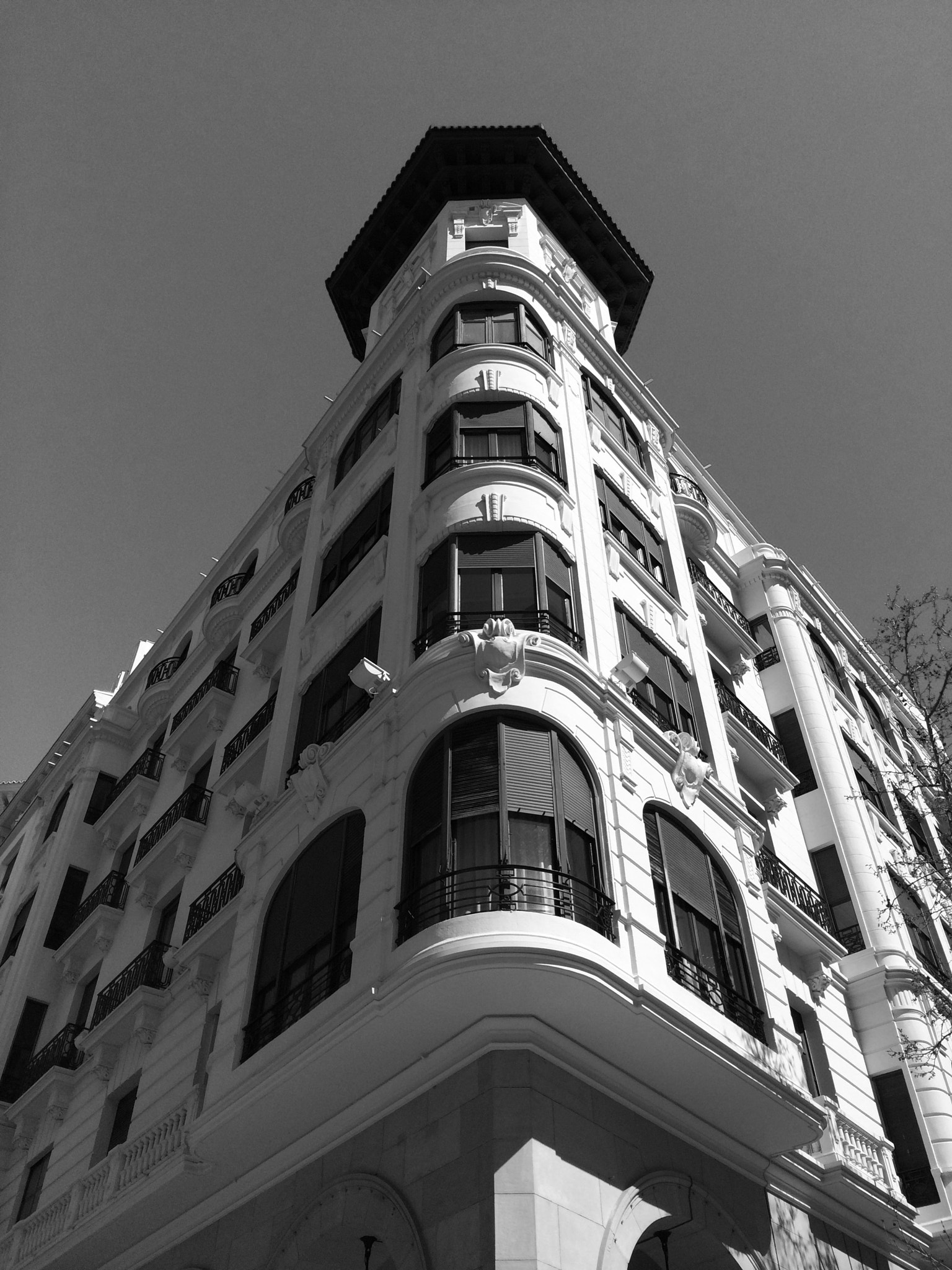
Sede del Heraldo de Aragón
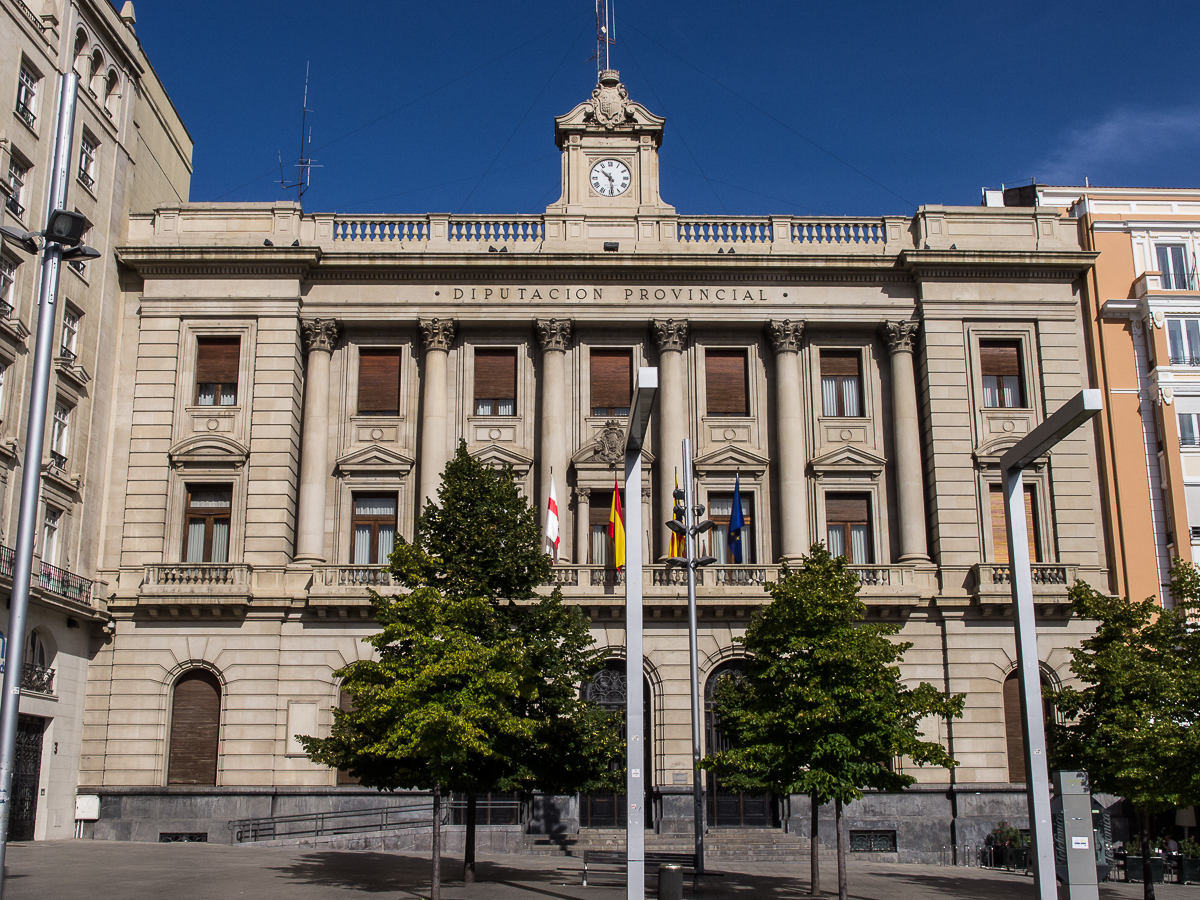
Palacio de la Diputación Provincial de Zaragoza
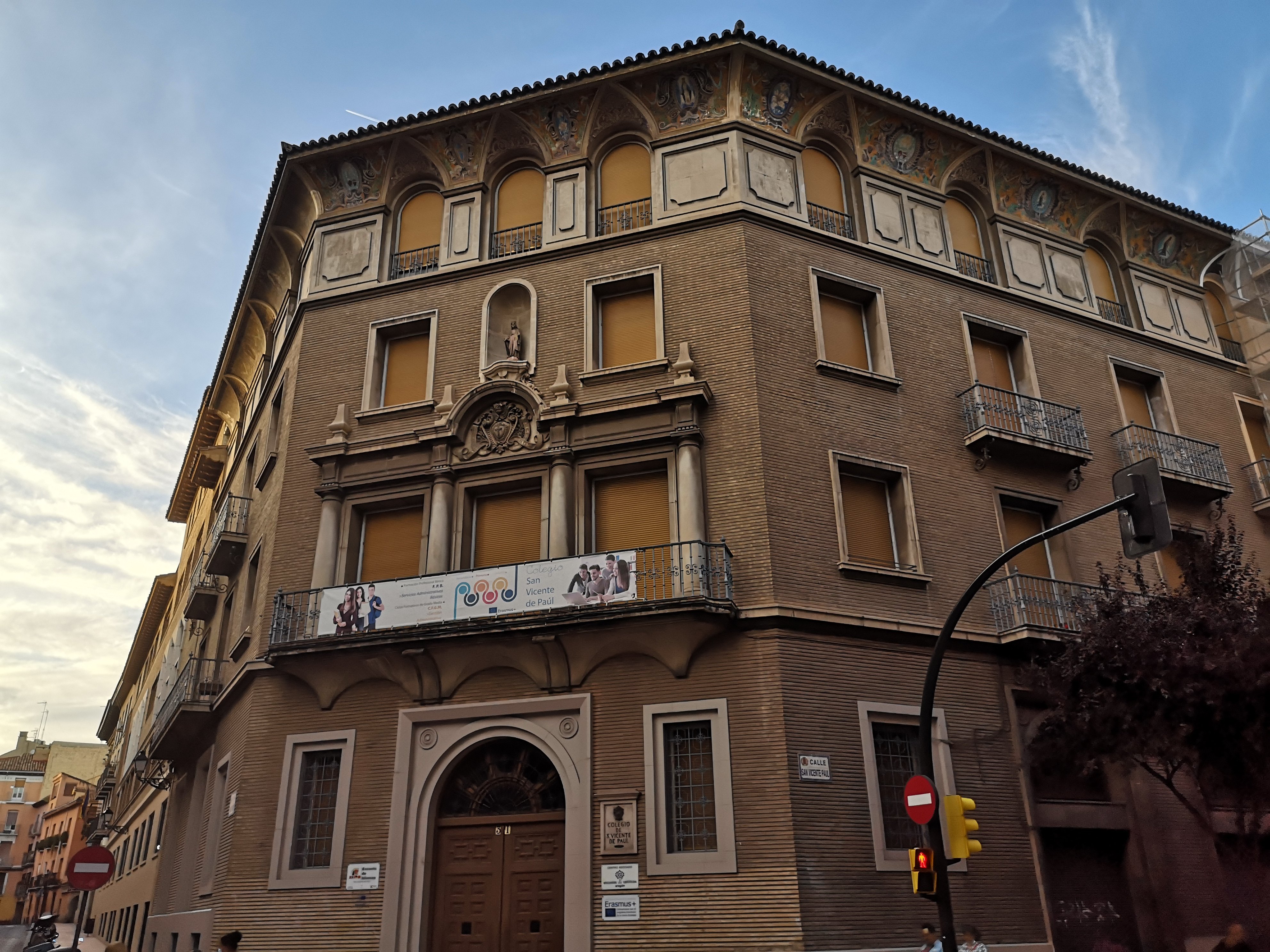
Colegio San Vicente Paúl
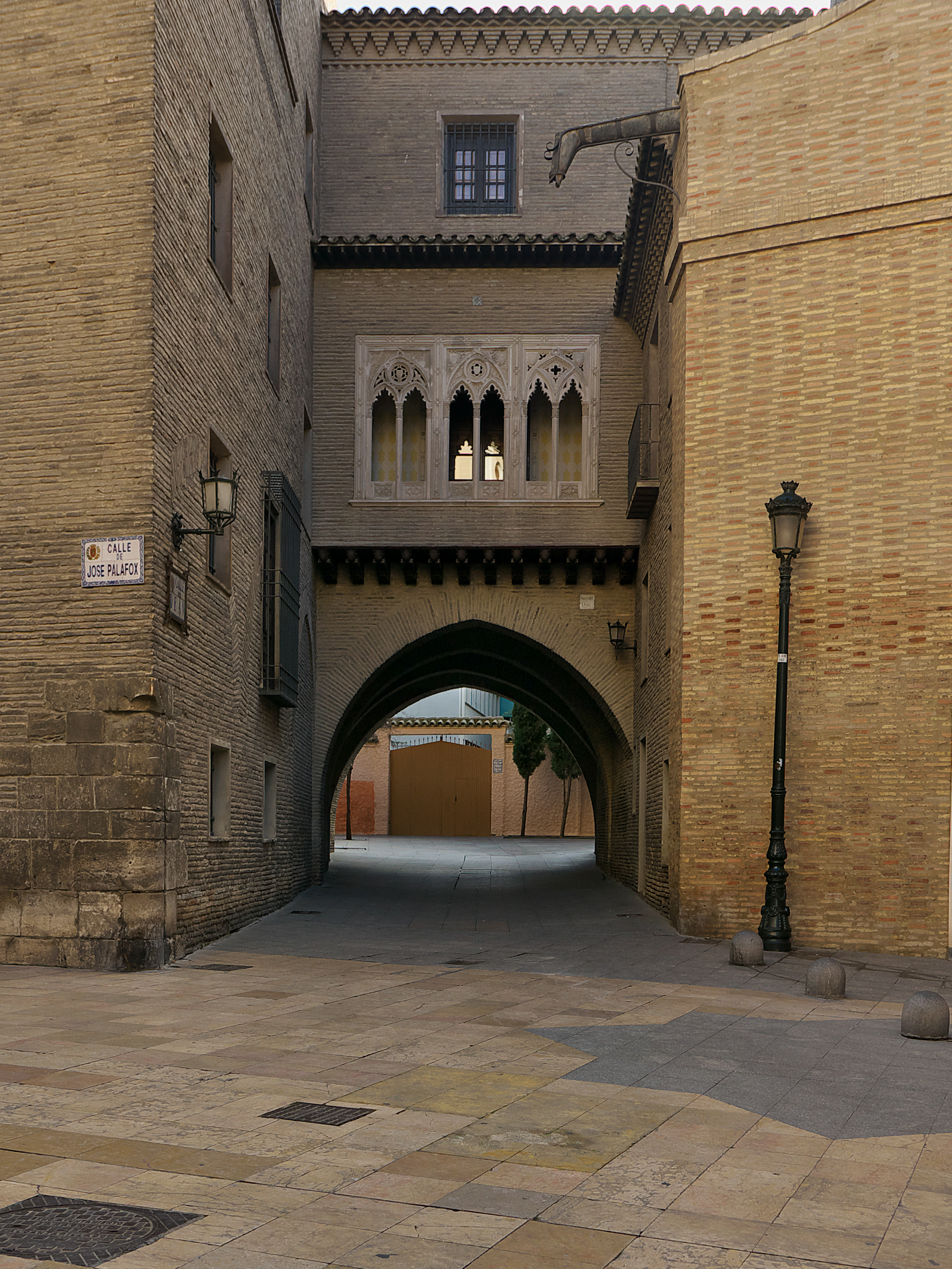
Casa del Deán
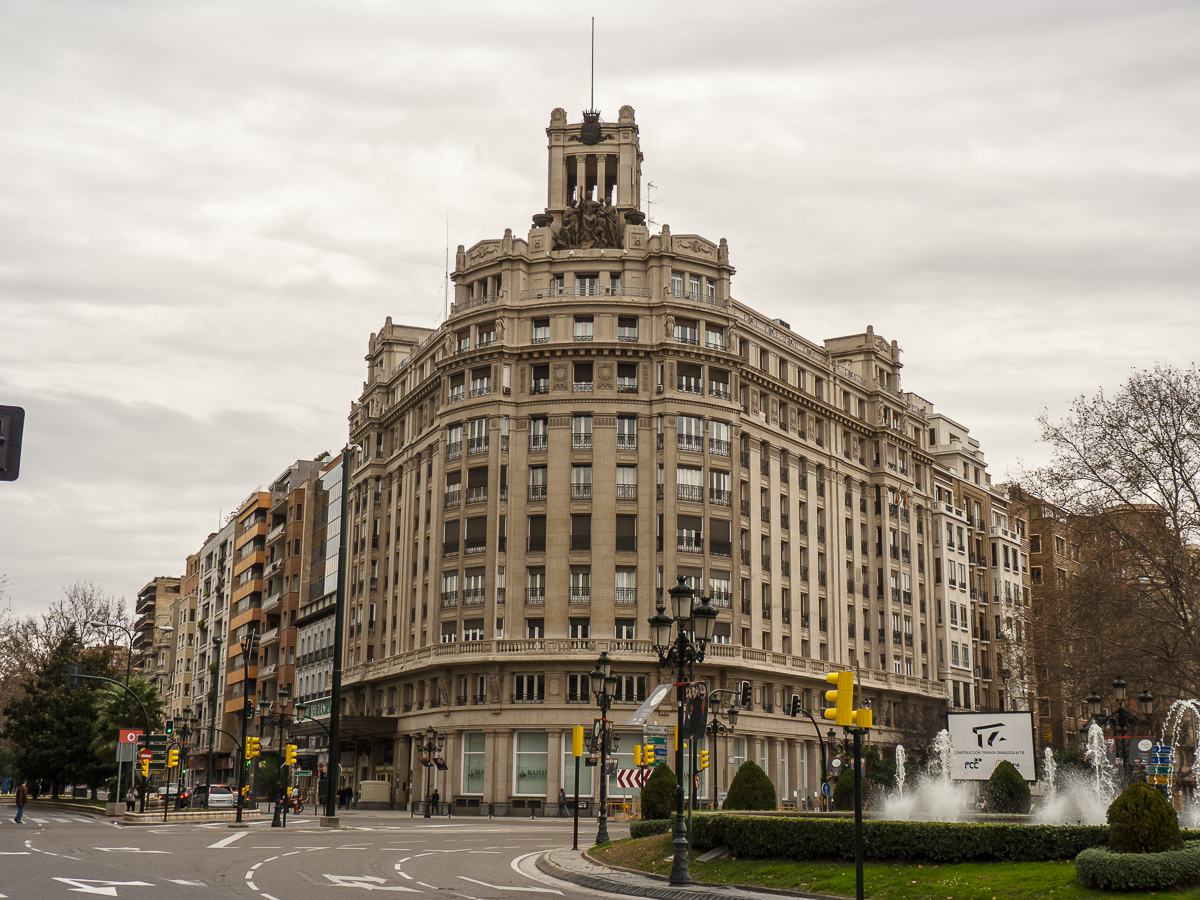
Edificio Elíseos
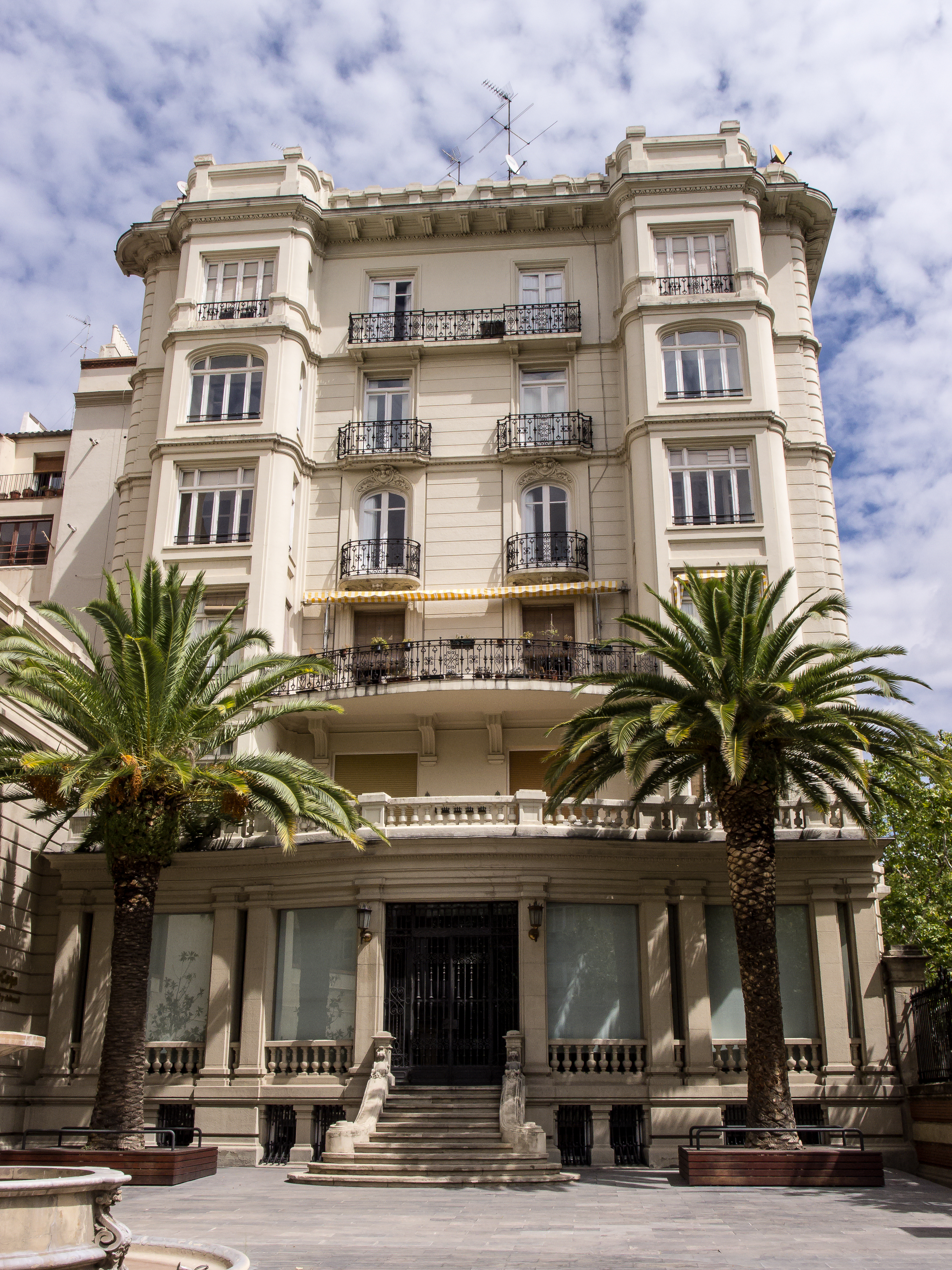
Antigua casa de Tomás Castellano, actual sede de la Fundación Ibercaja
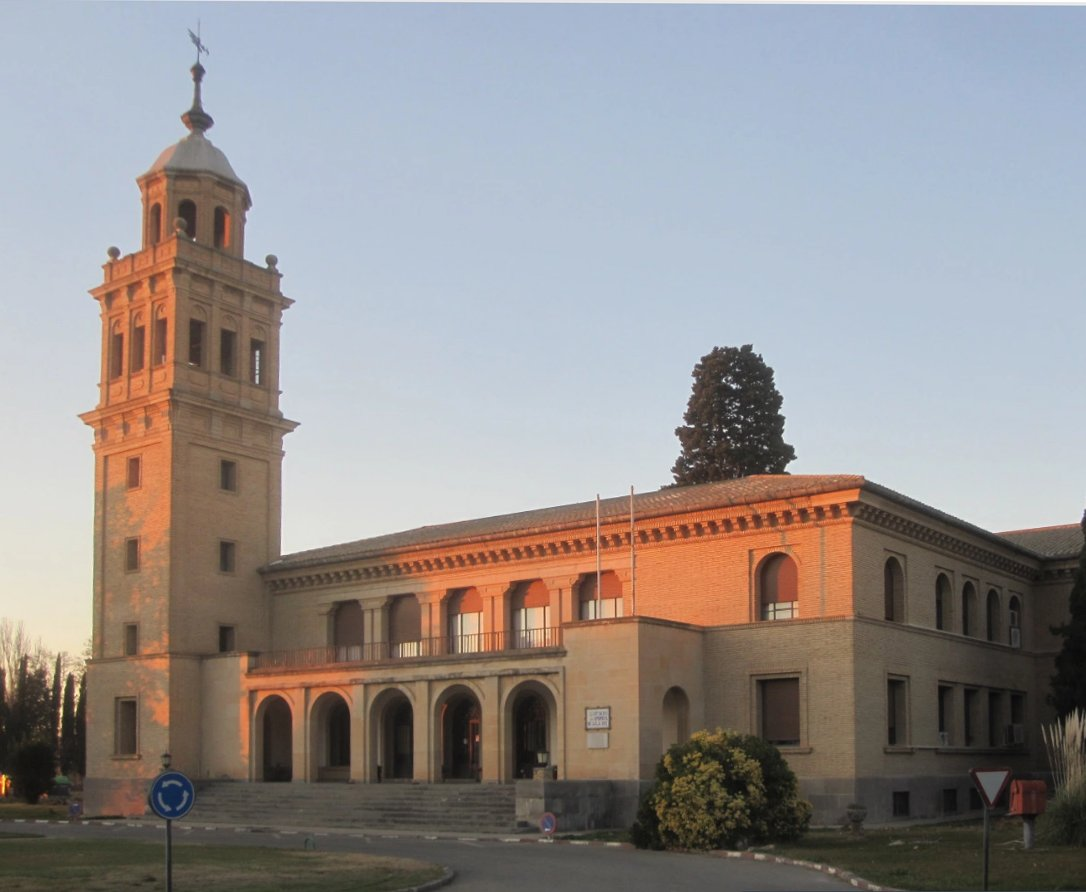
Estación experimental Aula Dei

### Obra en otros lugares
- 1943, edificio de viviendas en calle Teresa Cajal N.º 10, Tarazona.[1]
- 1957, reconstrucción y rehabilitación del Palacio de los Sada en Sos del Rey Católico.[2]

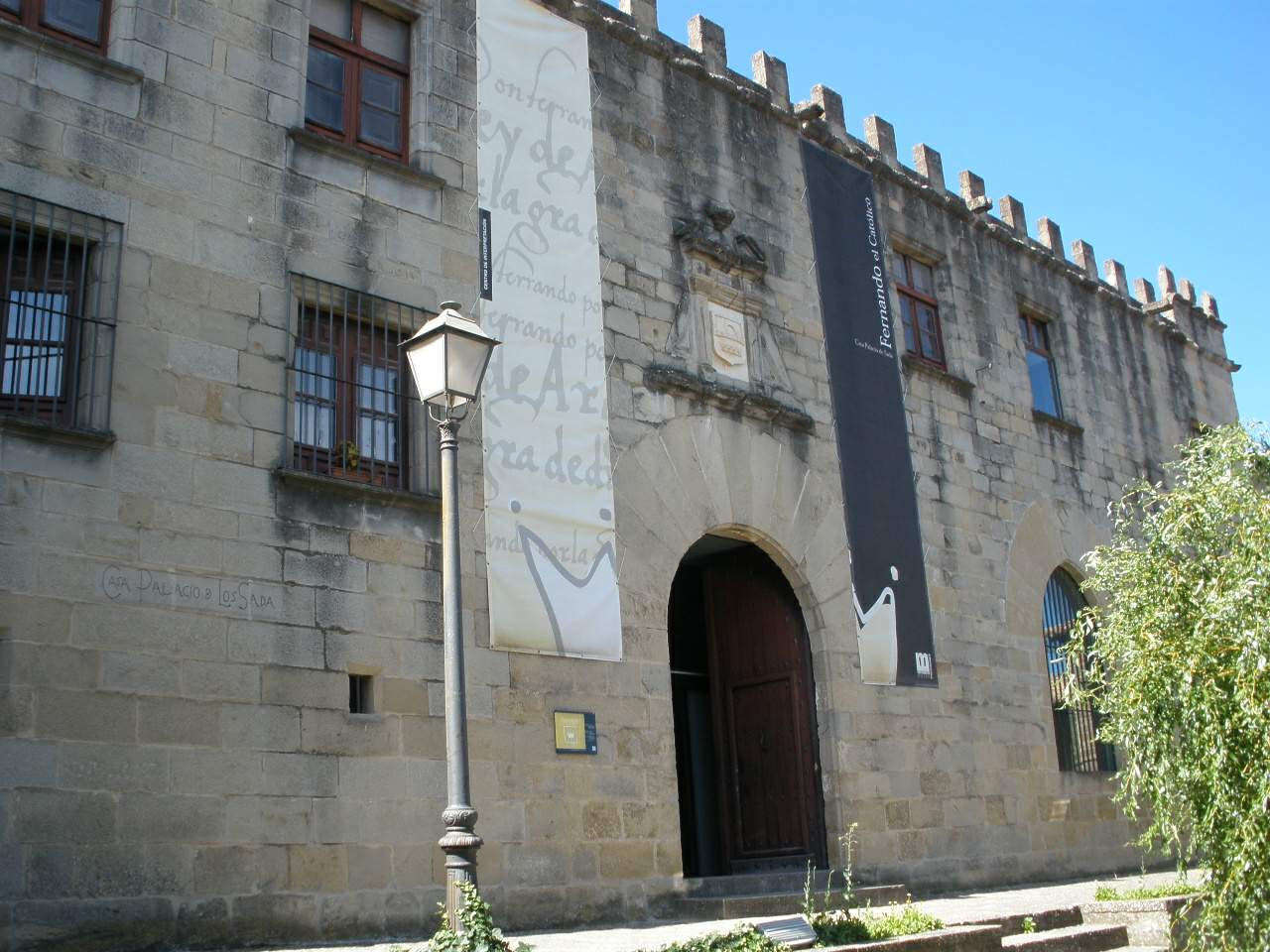
Palacio de los Sada en Sos del Rey Católico.
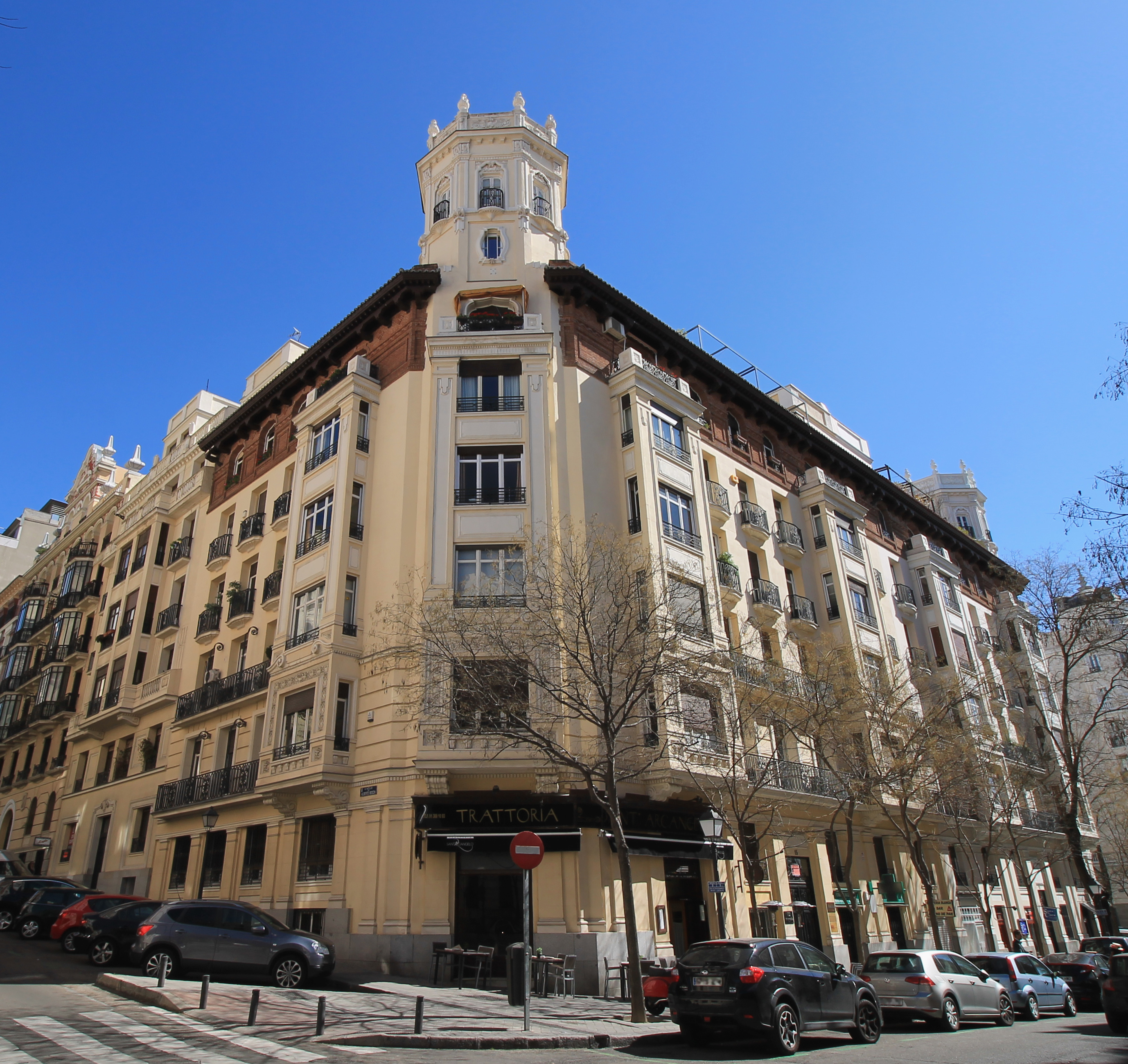
Edificio calle de Moreto N.º 15-17 en Madrid.